# T.J. Lowther
T. J. Lowther, född 17 maj 1986 i Salt Lake City, Utah, är en amerikansk skådespelare.
Han fick sin första filmroll redan som 5-åring i Neon City och några år senare spelade han en av huvudrollerna den Clint Eastwood-producerade filmen A Perfect World. På senare år har Lowther mest spelat roller på TV där han bland annat haft en gästroll i ett avsnitt av Grey's Anatomy 2005..